# Xuxa - Celebration! With Cheech Marin
Xuxa - Celebration! With Cheech Marin é um álbum de vídeo lançado pela cantora e apresentadora Xuxa, em 1994 lançado pela Sony Wonder. O álbum tem como tema reunir os dois episódios em que o ator e comediante Cheech Marin fez aparições no programa Xuxa (EUA). Essa foi uma das primeiras VHS em inglês da Xuxa, lançada no mesmo ano juntamente com a VHS intitulada "Xuxa - Funtastic Birthday Party".

## Antecedentes e produção
Após o lançamento do VHS "Xuxa - Melhores Momentos", a próxima VHS de Xuxa só iria ser lançada 2 anos depois, em 1994.
A Sony no ano de 1993 seria a gravadora responsável pelo lançamento do álbum em inglês da Xuxa. Ela comprou os direitos para a comercialização de VHS do programa estadunidense de Xuxa, sob a marca de Sony Wonder.

## Sinopse
Prepare-se para a melhor CELEBRAÇÃO para cantar, dançar e tocar junto... com a superestrela favorita de todas as crianças nas telas, XUXA!
A diversão sem fim começa com uma história alegre e melodiosa sobre a viagem de ônibus escolar mais excêntrica de todos os tempos, cortesia da convidada muito especial de Xuxa, CHEECH MARIN!
Então, começam as brincadeiras selvagens e malucas da Xuxa, com o elenco infantil do programa se deparando com baldes e balões cheios de gloriosa e pegajosa Gloop! A Xuxa-bração continua enquanto você se levanta e vai até o Xuxa Cha-cha, descobre como "Construir um Monstro", aprende tudo sobre planetas, luas, gaviões e corujas, descobre o mundo mágico das cores e muito, muito mais!
Então, vamos lá! Diga "Olá, olá, olá!" para a única e exclusiva XUXA e junte-se à maior e mais feliz CELEBRAÇÃO de todos os tempos para pintar um sorriso no seu rosto!

## Lançamento e recepção
A VHS foi lançada no primeiro semestre de 1994 e chegava a custar $11,98 dólares. A fita foi muito divulgada em jornais, principalmente na revista Billboard.
Lembrando que essa foi uma das caixas de VHS lançadas nesse mesmo período com a VHS "Xuxa - Funtastic Birthday Party".
Atualmente, você pode encontrar a VHS sendo vendida no Ebay e para assistir online disponível no YouTube.